# تکنولوژی فرضی
تکنولوژی فرضی یا فناوری فرضی فناوری‌ای است که هنوز وجود ندارد اما ممکن است در آینده وجود داشته باشد. این مقاله، نمونه‌هایی از فناوری‌هایی را ارائه می‌دهد که به عنوان فرضیه مطرح شده‌اند یا پیشنهاد شده‌اند، اما هنوز توسعه نیافته‌اند. نمونه‌ای از فناوری فرضی، دورنوردی می‌باشد. 

## هوش مصنوعی عمومی
هوش مصنوعی عمومی (AGI) یک هوش مصنوعی فرضی است که توانایی یادگیری شبه‌انسان را نشان می‌دهد. هوش مصنوعی عمومی، ماشینی است که می‌تواند همه فعالیت‌های انسانی را با کارایی یک ماشین انجام دهد. این ماشین، هدف اولیه تحقیقات هوش مصنوعی و موضوعی رایج در میان نویسنده های داستان‌های علمی-تخیلی و آینده‌پژوه ها می‌باشد. هوش مصنوعی عمومی، به عنوان هوش مصنوعی قوی،هوش مصنوعی کامل یا هوش مصنوعی دارای توانایی انجام "عمل هوشمند عمومی" نیز نامیده می‌شود.هوش مصنوعی عمومی با ویژگی‌هایی مانند هوشیاری، احساس، خردمندی، و خودآگاهی، مرتبط است که در موجودهای زنده مشاهده می‌شوند.

## بارگذاری ذهن
تقلید کل مغز (WBE) یا بارگذاری ذهن (گاهی اوقات کپی‌کردن ذهن یا انتقال ذهن نامیده می‌شود)، فرآیند فرضی کپی‌کردن محتوای ذهنی (شامل حافظه بلند مدت و "خود") از یک بستر خاص مغز و کپی‌کردن آن در دستگاه محاسباتی یا ذخیره‌سازی مانند شبکه عصبی مصنوعی دیجیتال، آنالوگ، شبکه عصبی مصنوعی مبتنی بر کوانتوم یا مبتنی بر نرم‌افزار می‌باشد. سپس، دستگاه محاسباتی می‌تواند یک مدل شبیه‌سازی از پردازش اطلاعات مغز را اجرا کند، به گونه‌ای که اساساً به همان روش مغز اصلی (یعنی غیرقابل تشخیص از مغز برای همه اهداف مرتبط) و تجربه داشتن یک ذهن هوشیار، پاسخ ‌دهد.
بارگذاری ذهن، به طور بالقوه ممکن است با حداقل دو روش انجام شود: کپی و انتقال، یا جایگزینی تدریجی نورون‌ها. در روش اول، بارگذاری ذهن، بوسیله اسکن و نقشه برداری از ویژگی‌های برجسته یک مغز بیولوژیکی، و سپس با کپی‌کردن، انتقال و ذخیره آن حالت اطلاعات در یک سیستم کامپیوتری یا دستگاه محاسباتی دیگر انجام می‌شود. ذهن شبیه‌سازی‌شده می‌تواند در یک واقعیت مجازی یا دنیای شبیه‌سازی شده باشد که توسط یک مدل شبیه‌سازی بدن سه‌بُعدی آناتومیک پشتیبانی می‌شود. از سوی دیگر، ذهن شبیه‌سازی‌شده می‌تواند در رایانه‌ای داخل (یا متصل به) یک ربات انسان‌نما یا یک بدن بیولوژیکی ساکن شود.

## پرواز فضایی
شکل‌های زیادی از پرواز فضایی پیشنهاد شده‌اند که تاکنون توسعه نیافته‌اند، اما تصور می‌شود امکان‌پذیر باشند. برخی از آنها، مانند آسانسور فضایی در حال توسعه فعال هستند. سایرین، مانند پروژه اریون (Orion)، یک سیستم پیش‌رانش بمب هسته‌ای، تمرین های کاملاً کاغذی هستند. همانطور که به وقوع پیوست، تصور می‌شود که اُریون، با فناوری موجود، کاملاً قابل دستیابی باشد (موانع، بیشتر محیطی و سیاسی هستند تا اینکه، موانع فناوری باشند)، در حالیکه آسانسور فضایی، به توسعه موادی با مقاومت ویژه بسیار بالا برای کابل بستگی دارد. 

### آسانسور فضایی
آسانسور فضایی، نوع پیشنهادی سیستم حمل و نقل فضایی است. جزء اصلی آن، یک کابل نوار مانند (موسوم به مهارکننده) است که از سطح سیاره یا نزدیک آن شروع می‌شود و تا فضا ادامه می‌یابد. این سیستم، طراحی شده است تا بدون استفاده از راکت‌های بزرگ، امکان حمل و نقل وسیله نقلیه در طول کابل را به طور مستقیم به فضا یا مدار فراهم کند. یک آسانسور فضایی مبتنی بر زمین، شامل کابلی است که یک سر آن، به سطح نزدیک استوا متصل است و سر دیگر آن، به فضایی فراتر از مدار زمین ثابت (ارتفاع 35800 کیلومتر) متصل است. نیروهای رقیب گرانش، که در انتهای پایین‌تر، قوی‌تر هستند، و نیروی گریز از مرکز به سمت بیرون/بالا، که در انتهای بالایی، قوی‌تر است، باعث می‌شود کابل تحت کشش باقی بماند، و در یک موقعیت منفرد روی زمین، ساکن بماند. پس از استقرار، مهارکننده، بارها و بارها با وسایل مکانیکی به مدار صعود می‌کرد، و برای بازگشت به سطح، از مدار فرود می‌آمد.
با گرانش نسبتا قوی‌ای که بر روی زمین وجود دارد، فناوری کنونی، قادر به تولید مواد مهارکننده‌ای نیست که به اندازه کافی قوی و سبک باشند تا یک آسانسور فضایی بسازند. با این حال، مفاهیم اخیر برای یک آسانسور فضایی، به دلیل برنامه‌های آنها برای استفاده از نانولوله‌های کربنی یا مواد مبتنی بر نانولوله نیترید بور به عنوان عنصر کششی در طراحی مهارکننده، قابل توجه هستند. 

### قلاب فضایی (اسکای‌هوک) دوار
قلاب فضایی دوار، یا مهارکننده تبادل تکانه، ایده‌ای است که مرتبط با مفهوم آسانسور فضایی می‌باشد. یکی از چندین کاربرد پیشنهادی مهارکننده‌های فضایی است که شامل برخی سیستم‌های پیش‌رانش می‌شود. مهارکننده، از یک وسیله نقلیه مدارگرد سنگین، چرخانده می‌شود، به طوری که انتهای دور، با یک ایستگاه بارانداز، به صورت دوره‌ای وارد جو زمین می‌شود. با زمان‌بندی مناسب، یک هواپیمای سریع می‌تواند در مدت کوتاهِ قرارگیری قلاب فضایی در انتهای چرخه خود و ساکن بودن این قلاب فضایی نسبت به سطح زمین، بار و مسافران را منتقل کند.

### بادبان نوری
بادبان نوری، یک سیستم پیشرانه پیشنهادی است که از تکانه انتقال‌یافته به یک بادبان در اثر برخورد نور به آن استفاده می‌کند. یک بادبان نوری می‌تواند از نور خورشید برای دستیابی به سفر بین‌سیاره‌ای، بدون حمل مقادیر زیادی سوخت در هواپیما استفاده کند. همانطور که یک قایق بادبانی روی زمین می‌تواند به باد بچسبد، بادبان نوری را می‌توان برای سفر بازگشت از سیاره ها دوردست، بر خلاف جهت نور بکار گرفت.
در آغاز قرن بیست و یکم، بادبان‌های نوری هنوز کاملاً فرضی بودند. فضاپیمای ژاپنی ایکاروس در سال 2010 به عنوان یک ماموریت اثبات مفهوم برای بادبان نوری، به فضا پرتاب شد. این فضاپیما، با استفاده از یک بادبان نوری به عنوان وسیله اصلی پیش‌رانش خود، پرواز از کنار سیاره زهره را با موفقیت به پایان رساند.

## همچنین ببینید
فناوری‌های نوظهور
مهندسی اکتشافی
فناوری تخیلی
آینده‌پژوهی
فهرست فناوری‌های فرضی